# Szepessy Géza
Dr. négyesi Szepessy Géza (Sóstófalva, 1895. Október 30.– Miskolc, 1969. június 22.), cs. és kir. huszárzászlós, honvédelmi minisztériumi miniszteri tanácsos, országgyűlési képviselő, a Hadisegély Osztály helyettes vezetője, Borsod vármegye főszolgabírája, johannita lovag (1926–tól), földbirtokos.

## Családja és származása

A négyesi Szepessy család címere (a Siebmacher féle könyvből)

Az ősrégi nemesi származású négyesi Szepessy családnak a sarja. Apja négyesi Szepessy István (1862–1900), földbirtokos, anyja négyesi Szepessy Lenke (1874–1916). Az apai nagyszülei négyesi Szepessy Péter (1819–1872), országgyűlési képviselő, földbirtokos és sissári Sissáry Jolán (1833–1893) voltak. Az anyai nagyszülei négyesi Szepessy András (1835–1890), földbirtokos, és okolicsnai Okolicsányi Mária (1839–1884) voltak. Szepessy Gézának az egyetlen testvére négyesi Szepessy Katalin (1893–1971), akinek a férje Papp Sándor (1892–1977), miskolci építészmérnök volt.

## Élete
Középiskoláit Miskolcon, jogi tanulmányait a sárospataki Jogakadémián végezte el. Közigazgatási pályára lépve, 1918-ban Borsod vármegyében közigazgatási gyakornok, majd szolgabíró, később vármegyei aljegyző lett. Ebből a pozíciójából küldte be a megyaszói kerület, 1926-ban a képviselőházba az egységes-párt programmjával. Ellenjelöltje, a kereszténygazdasági párti Ilovszky János föv. bizottsági tag volt, akit 1983 szótöbbséggel győzött le. A képviselőház megalakulása alkalmával egyike volt a Ház körjegyzőinek.
1936. június 25-én Szepessy Géza miniszteri segédtitkárnak a miniszteri titkári cimet adományozta meg a Kormányzó. 1939. június 30-án Szepessy Géza miniszteri titkárnak a miniszteri osztályfőnöki címet és jelleget a Kormányzó adományozta meg. 1944. június 30-án Szepessy Géza miniszteri osztálytanácsosnak a miniszteri tanácsosi címet és jelleget a Kormányzó adományozta meg.

## Házassága és leszármazottjai
Budapesten, 1919. április 26-án, feleségül vette az elsőfokú unokatestvérét négyesi Szepessy Aranka Irén Mária (Nagyvárad, 1901. október 11.–†Miskolc, 1966. november 11.) kisasszonyt, akinek a szülei négyesi Szepessy András (1875–1916), császári és királyi kamarás, a Mária Terézia-rend lovagja, királyi ezredbeli őrnagy, nyékládházi földbirtokos, és csongrádi Baghy Eleonóra (1881–1921) voltak. Az apai nagyszülei négyesi Szepessy András (1835–1890), földbirtokos, és okolicsnai Okolicsányi Mária (1839–1884) voltak. 
Az anyai nagyszülei csongrádi Baghy József (1840–1881), földbirtokos, és beszednyei Beszedits Irén (1858–1935) asszony voltak.
 Szepessy Gézáné Szepessy Aranka egyik húga Szepessy Eleonóra (1899–1988), Vattay Antal (1891–1966) altábornagynak a neje. Szepessy Géza és Szepessy Aranka frigyéből született:
- Szepessy Lenke Mária (*Miskolc, 1920. október 12.–†Balatonföldvár, 2001. január 6.).[25] Férje: bogáti Haydu Benő (1914.–†Balatonföldvár, 1987.), tüzérségi százados, a balatonföldvári egyházközség gondnoka.[26][27][28][29]
- Szepessy Mária (*Miskolc, 1926. február 26.–Miskolc, 2000. szeptember).[30] Férje: mándi Mándy Pál (Sajóörös, 1919. szeptember 21.–†Miskolc, 2011. május 1.), hadihajós alezredes.[31]
- Szepessy Aranka (*Budapest, 1930. május 1.). Férje: cserneki és tarkeői Dessewffy Arisztid (*Budapest, 1926. szeptember 13.– Budapest, 2013. január 27.), mérnök, a MÉLYÉPTERV volt vezető tervezője.